# He Touched Me
He touched me was het derde en laatste gospelalbum van Elvis Presley, opgenomen in 1971 in de studio's van RCA Records te Nashville en een samenwerkingsproject met de gospelgroep The Imperials. Presley ontving voor dit album een Grammy Award.
Het titelnummer werd in 1963 geschreven door Bill Gaither, een Amerikaanse singer-songwriter van southern gospelmuziek. 

## Nummers
1. "He Touched Me" (Bill Gaither) – 2:40
2. "I've Got Confidence" (Andrae Crouch) - 2:23
3. "Amazing grace" (arrangement van Presley) – 3:36
4. "Seeing Is Believing" (Red West, Glen Spreen) – 2:55
5. "He is My Everything" (Dallas Frazier) – 2:42
6. "Bosom of Abraham" (William Johnson, George McFadden, Phillip Brooks) – 1:37
7. "An Evening Prayer" (C. Gabriel Battersby, Charles H. Gabriel) – 1:56
8. "Lead Me, Guide Me" (Doris Akers) – 2:42
9. "There Is No God But God" (Bill Kenny) – 2:21
10. "A Thing Called Love" (Jerry Reed Hubbard) – 2:27
11. "I, John" (William Johnson, Phillip Brooks, George McFadden) – 2:18
12. "Reach Out to Jesus" (Ralph Carmichael) – 3:13